# 劍淵町
劍淵町（日语：／ Kenbuchi chō */?）是位於日本北海道上川綜合振興局中部的町，地處名寄盆地内，境內東西兩側皆為南北走向的丘陵地帶。南鄰和寒町，北部則以犬牛別川與士別市相隔，天鹽川的支流劍淵川流經町內的中心地區。劍淵町作為「繪本之村」，以打造成繪本小鎮為目標。當地主要以農業、酪農業和畜牧業為主，生產蔬菜等農產品。
名稱源自阿伊努語的「kene-pet-put-i」、「kene-ni-pet」或「kene-put-i」，意思是「赤楊多的河流（的河口）」。

## 歷史
- 1897年：設置劍淵村。
- 1899年：設置劍淵戶長役場。
- 1902年：與上名寄3村戶長役場（現在的名寄市）分離。
- 1906年4月1日：成為北海道二級村。
- 1915年4月1日：和寒村從劍淵村中分村。
- 1927年10月1日：溫根別村（後已合併為士別市）從劍淵村中分村。
- 1962年1月1日：改制為劍淵町。

## 氣候
當地在氣候上屬於內陸型氣候，夏季日照多氣溫較高，但從夏末到秋季日照天數較少。雨量方面春季少雨且秋季多雨，冬天則會有大雪。

## 交通

### 機場
- 旭川機場（位於東神樂町）

### 鐵路
- 北海道旅客鐵道
  - 宗谷本線：東六線車站 - 劍淵車站 - 北劍淵車站

### 道路

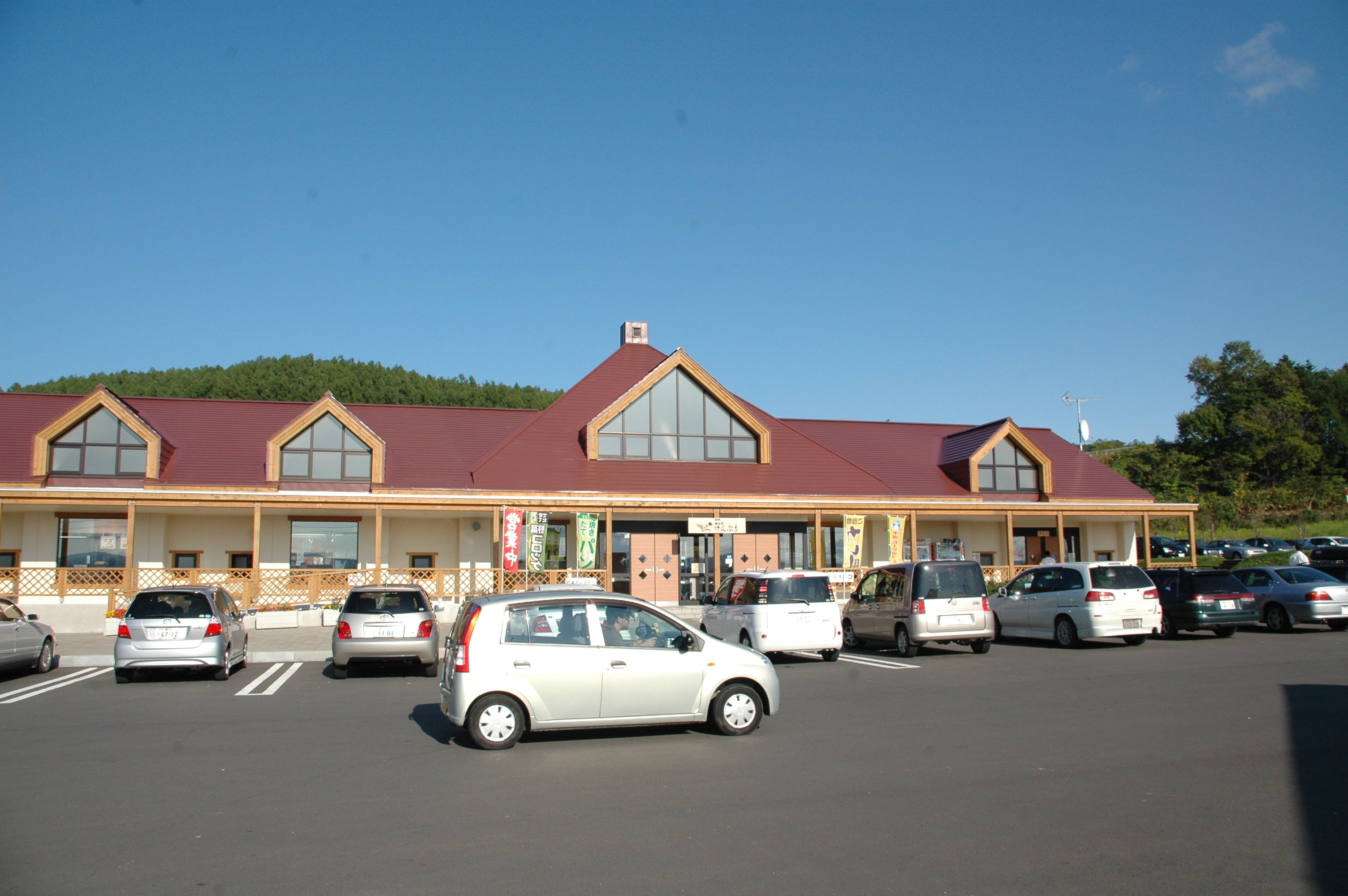
道之驛繪本之鄉劍淵

| 高速道路 - 道央自動車道：士別劍淵交流道 一般國道 - 國道40號 - 國道239號 | 道道 - 北海道道205號上士別線 - 北海道道251號雨龍旭川線 - 北海道道293號溫根別劍淵停車場線 - 北海道道536號劍淵原野士別線 - 北海道道545號三和劍淵線 - 北海道道984號溫根別線 |

## 觀光景點

### 景點
- 繪本之館

## 教育

### 高等學校
- 道立北海道劍淵高等學校（页面存档备份，存于）

### 中學校
- 劍淵町立劍淵中學校

### 小學校
- 劍淵町立劍淵小學校

## 姊妹市・友好都市

### 日本
- 大門町（富山縣）：現已合併為射水市。
- 志度町（香川縣）：現已合併為讚岐市。

## 外部連結
- （日語）繪本之館（页面存档备份，存于）
- （日語）劍淵商工會
- （日語）道北観光連盟-劍淵町